# Toxicitat aguda
La toxicitat aguda (en anglès Acute toxicity) descriu els efectes adversos d'una substància que són conseqüència d'una sola exposició o de múltiples exposicions en un curt espai de temps (normalment menys de 24 hores). Per a ser descrita com toxicitat aguda els efectes adversos han d'ocórrer dins els 14 dies de l'administració de la substància.
La toxicitat aguda es distingeix de la toxicitat crònica la qual descriu els efectes adversos sobre la salut d'exposicions repetides, sovint a nivells baixos, d'una substància sobre un llarg període (mesos o anys).
Es considera no ètic usar humans per al subjectes test en la recerca de la toxicitat crònica o aguda. Tanmateix s'aprofita algunes informacions obtingudes d'exposicions accidentals en humans. La majoria de les dades provenen d'experimentació en animals, o més recentment, proves in vitro i inferència estadística de dades de substàncies similars.

## Valors experimentals
- Dosi sense efectes adversos observables (No-observed-adverse-effect level, NOAEL
- Nivell on s'observen els menors efectes adversos/ Lowest-observed-adverse-effect level, LOAEL
- Concentració tolerable màxima/Maximum tolerable concentration, MTC, LC0; Dosi tolerable màxima/Maximum tolerable dose, MTD, LD0
- Concentració letal mínima/Minimum lethal concentration, LCmin; Dosi letal mínima/ Minimum lethal dose, LDmin
- Concentració letal mediana/ Median lethal concentration, LC50; Dosi letal mediana/Median lethal dose, LD50; Període letal mediana/Median lethal time, LT50
- Concentració letal absoluta/Absolute lethal concentration, LC100; Dosi letal absoluta/Absolute lethal dose, LD100

El valor més referenciat en la indústria química és el LD50.

## Respostes i tractaments
Quan una persona ha estat exposada a una dosi de toxicitat aguda d'una substància, pot ser tractada en un gran nombre de maneres per tal de minimitzar els efectes nocius. Òbviament, la gravetat de la resposta es relaciona amb la gravetat de la resposta tòxica mostrada. Aquests mètodes de tractament inclouen (però no es limiten a): 
- Dutxa d'emergència, utilitzada per a l'eliminació de productes químics irritants o perillosos de la pell.
- Rentaulls d'emergència, s'utilitza per treure qualsevol producte químic irritant o perillosos dels ulls.
- Carbó activat s'utilitza per unir i eliminar les substàncies nocives que es consumeixen per via oral. Això s'utilitza com una alternativa al rentat gàstric convencional.